# Самусик Ольга Едуардівна
Ольга Самусик (біл. Вольга Самусік; * 7 січня 1985, Мінськ — † 7 грудня 2010, Мінськ) — білоруська рок-співачка та журналістка. 

## Життєпис
Колишня вокалістка гуртів «žygimont VAZA», «Tarpach», «Hasta La Fillsta», виступала і записувала дуети з групами «Крамбамбуля», «Нейро Дюбель», брала участь у новорічному проекті «Такога няма нідзе» на пісні Лявона Вольського. На національному конкурсі «Рок-коронація»–2007 названа найкращою рок-співачкою Білорусі, також того ж року була серед 5 номінантів у категорії «Найкращий виконавець».
У 2002 році вступила до Білоруського державного університету на факультет журналістики. Від весни 2004 працювала в «Музичній газеті», також співпрацювала з білоруськими опозиційними виданнями «Народною волею», «Білоруською діловою газетою», «Білоруською молодіжною», писала для сайту «Тузін Гітоў».
Померла після операції від пневмонії.

## Доробок

### Дискографія
- 2005 — «žygimont VAZA[be]» — Distortion
- 2010 — Лявон Вольський — «Такого няма нідзе»
- 2010 — «Hasta La Fillsta[be-x-old]» — № 1 EP
- 2011 — Tribute to Neuro Dubel

### Відеографія
- «žygimont VAZA[be]» — Distortion
- Tarpach[pl] — Я люблю людзей
- Tarpach[pl] — Нечакана
- Лявон Вольський — «Такога няма нідзе»
- Neuro Dubel — 20 років в тумані